# Thaïs (film 1917 Italia)
Thaïs è un film muto del 1917 legato al movimento futurista, diretto da Anton Giulio Bragaglia e Riccardo Cassano.

## Trama
La contessa russa Vera Preobrajenska, detta Nitchevo, attiva in campo letterario dove opera sotto il nome Thaïs. Trascura Oscar, un uomo che l'ama immensamente: la motivazione è inseguire uomini sposati, che seduce e trascina alla rovina. Non riesce però ad conquistare il conte di San Remo, e proprio per questo lo invita nella sua  casa ornata da strane decorazioni geometriche. Il suo comportamento provoca gelosia nell'amica Bianca che è innamorata del conte e che per evitare ciò  si lancia in una corsa a cavallo che la farà morire. Thaïs si sente in colpa per la fine di Bianca e quindi decide di entrate in una stanza segreta della sua casa riempiendola di gas velenoso con un unico obiettivo: il suicidio. All'ultimo però ci ripensa, ma la stanza è ormai diventata una trappola mortale e non riuscendo più a fuggire trova la morte.

## Produzione

### Contesto artistico
Con Thaïs Bragaglia volle trasporre sullo schermo le idee futuriste, movimento che considerava con interesse il cinema, in quanto manifestazione artistica basata sulle "macchine".
Già in precedenza Bragaglia aveva realizzato una mostra (1911) ed un libro (1912) sulla "fotodinamica futurista"; aveva inoltre stampato delle cartoline e tenuto delle conferenze in cui sosteneva che si era in presenza di un'arte nuova, la sola che poteva catturare la complessità del movimento ed il ritmo della realtà, anche se il gruppo milanese dei futuristi (Boccioni, Carrà, Balla, tra gli altri) contestò le sue posizioni. A seguito di quelle esperienze anche a distanza di anni egli rivendicò una priorità italiana rispetto alle avanguardie cinematografiche francesi e russe, che secondo alcuni si estende anche all'espressionismo tedesco.
Nel 1916 il gruppo futurista fiorentino aveva prodotto Vita futurista (film, oggi perduto, realizzato con fondi personali da Arnaldo Ginna, su incoraggiamento di Marinetti), la cui distribuzione era stata affidata, ma senza esito, allo stesso Bragaglia. Da questa esperienza era nato il Manifesto della Cinematografia futurista, pubblicato nel settembre del 1916, anticipando la cinematografia sperimentale europea degli anni successivi, francese e tedesca in particolare.

### Realizzazione
Emidio De Medio, un distributore cinematografico romano attento alle novità intellettuali, volle partecipare a queste iniziative, fondando una nuova società di produzione, la "Novissima Film", costituita il 1 luglio 1920 con un capitale di 3 milioni di lire, che rilevò i due teatri di posa della "De Medio e Cerrina" ubicati nei pressi della Appia nuova. La "Novissima" sottoscrisse un contratto che impegnava Bragaglia alla realizzazione di quattro pellicole. Il primo fu il cortometraggio Un dramma nell'Olimpo, mentre Thaïs fu il secondo della serie. Seguirono poi Il mio cadavere e Perfido incanto. Per le riprese venne utilizzato un teatro di posa che si trovava allora in una strada laterale della via Flaminia. Il film venne suddiviso in quattro atti dai titoli Thaïs incubo di eleganza ed ossessione dello stile, Il sogno della posa, La follia dell'immaginazione e Il delirio dell'originalità.
La sceneggiatura fu scritta da Bragaglia e Riccardo Cassano, un regista proveniente dalla Cines che, secondo alcuni, fu il vero regista del film, data l'impreparazione di Bragaglia nel campo della tecnica cinematografica). Le scenografie furono realizzate dal pittore Enrico Prampolini, anch'egli esponente dell'avanguardia, che delineò un «ambiente geometrico, astratto, decorativo, con spunti simbolistici anche molto pronunciati [e con] grandi occhi dipinti sulle pareti ed altri con grandi cerchi intersecati».
L'interpretazione fu affidata a due attrici russe: Thaïs Galitsky, che aveva avuto buon successo nei mesi precedenti al Teatro nazionale di Roma e che avrebbe dovuto, nelle intenzioni, dar vita ad una "serie Galitsky", ed Ileana Leonidioff, al cui personaggio viene curiosamente dato un nome veritiero, cioè quello di un'attrice cinematografica dell'epoca, Bianca Bellincioni Stagno. La Leonidioff sarà poi destinata ad una carriera di successo nel mondo della danza.

### Copia ritrovata
Per molto tempo vi è stata un'incertezza a proposito di una pellicola dal titolo Les possedées, ritrovata nel 1938 presso la Cinémathèque française e ritenuta la versione francese di Perfido incanto. Successivi studi hanno permesso di stabilire che si trattava invece dell'edizione francese di Thaïs, e di smentire anche l'errore che potesse trattarsi di uno stesso ed unico film. Si tratta dell'unica copia superstite - anche se parziale - del film, che nel 1970 è stata proiettata a Venezia presso il Palazzo Grassi. Le altre tre opere realizzate da Bragaglia per la Novissima sono invece considerate perdute.

## Accoglienza
Benché avesse ottenuto il visto di censura all'inizio del 1917, Thaïs non iniziò a circolare che molto tempo dopo: a Roma nell'ottobre 1917 ed in altre città anche alla fine del 1918. A seguito delle stroncature «oltraggiose» fu ritirato quasi subito dalla distribuzione. 
In realtà tutta la serie di film realizzati per la Novissima da Bragaglia, compreso Thaïs fu, sotto il profilo economico, un disastro, come egli stesso riconobbe due anni dopo quando scrisse che «gli incerti tentativi da me fatti nel cinematografo con assoluta scarsezza di mezzi non vollero né poterono essere nulla di veramente notevole». Ciononostante tra Bragaglia e De Medio nacque una disputa legale, a colpi di querele e diffide pubblicate sui periodici del tempo, sulla titolarità dei film, di cui non si conosce l'esito.

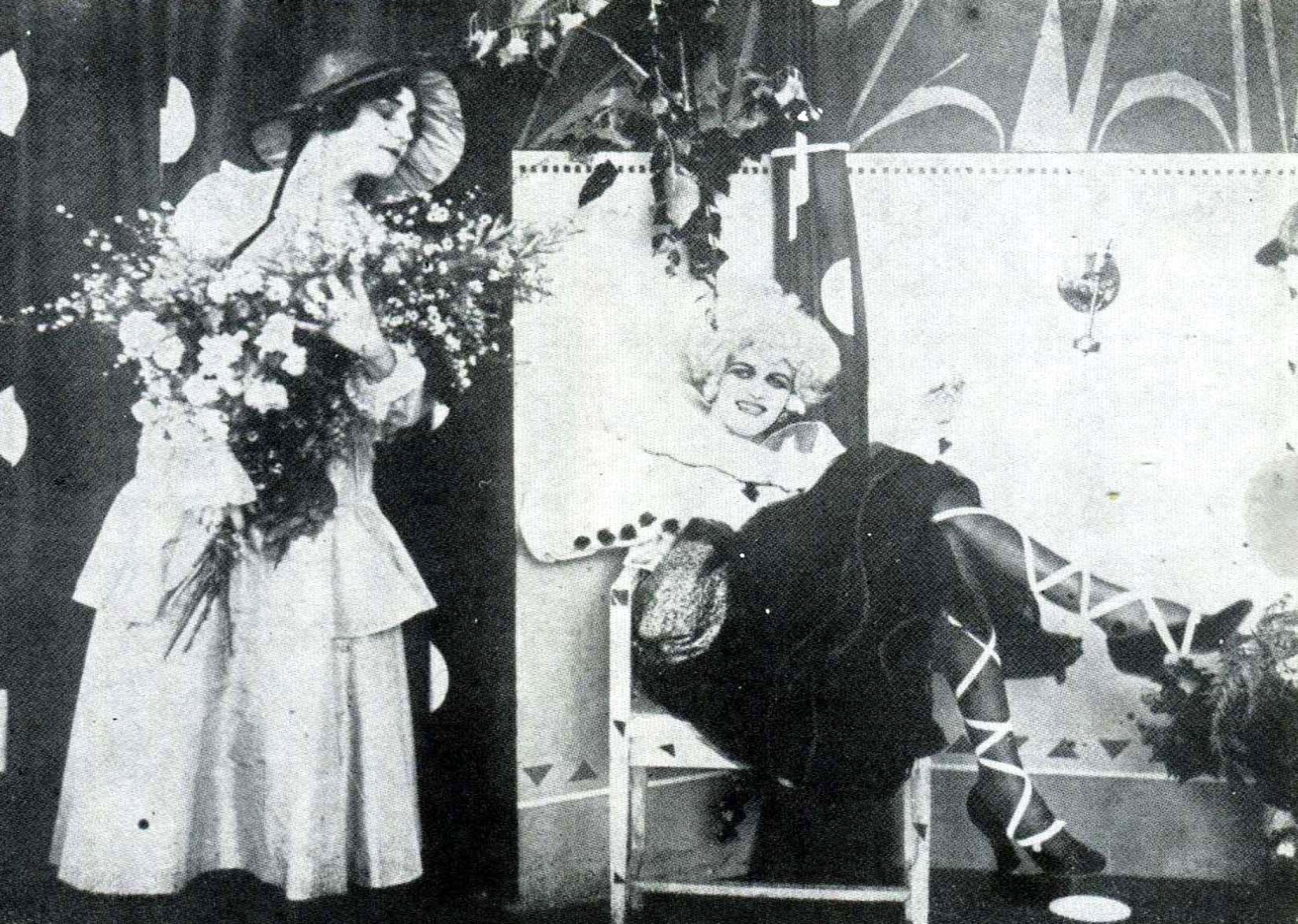
Thaïs Galitsky ed Ileana Leonidoff

### Critica
Data la pressoché nulla circolazione del film, sono rari i commenti del tempo, e definiscono Thaïs «fantasia di una mente malata: dobbiamo fare le nostre condoglianze alla direzione del cinema, che ha assunto ad occhi chiusi un lavoro che vale zero»., con l'accusa ai produttori di aver voluto ingannare il pubblico, che si aspettava una trasposizione dell'opera di Jules Massenet.
Retrospettivamente, i commenti si sono appuntati sul contesto storico in cui il film nacque e sul suo valore all'interno dei movimenti di avanguardia, in qualche caso riconoscendone «la libertà di fantasia e la modernità assoluta dei mezzi tecnici e dei criteri stilistici», ma rilevando come «il fallimento del progetto [cinematografico] futurista nasce sia dalla mancanza di competenze tecniche, sia dall'impossibilità di conciliare le ragioni industriali, produttive e distributive con la poetica del gruppo».
Secondo altri commentatori, invece, rispetto alle teorie del gruppo futurista fiorentino di Marinetti (che infatti non chiese neppure a Bragaglia di sottoscrivere il "Manifesto del cinema futurista") i film di Anton Giulio Bragaglia, tra cui  Thaïs, sembrano «meno "estremisti", meno ingegnosi e più ispirati da intrecci melodrammatici ed attenti agli elementi decorativi proposti da Prampolini».
Anche a distanza di anni i commenti non sono mai stati benevoli: secondo Savio si tratta di «un ambizioso geroglifico, privo di un centro di gravità, metà commedia, metà pantomima futurista, opera "colta", ma carente di giustificazioni, incompetente nella regia, inetta nella recitazione», mentre per Brunetta appartiene ad un «esercito di Eve fatali, Sirene, Pandore, Circi, Diane, Salomé, Lulù, Carmen e Nanà, che fluttua verso gli spazi dello schermo e prende possesso della produzione oltreché degli spettatori per il fascino della recitazione con frenetico aggrapparsi alle tende». sino a definirlo «un grottesco melodramma novecentesco, che offre soprattutto materiale di riso, ben poco differente dalle altre produzioni italiane per le "dive"».